# パラマタ・スタジアム
パラマタ・スタジアム (英: Parramatta Stadium) は、オーストラリア・ニューサウスウェールズ州パラマタに所在した多目的スタジアムである。パラマッタスタジアムと表記されることもある。

## 概要
1986年に開場した。スタジアムは主にナショナルラグビーリーグに所属するパラマタ・イールズとAリーグに所属するウェスタン・シドニー・ワンダラーズFCがホームスタジアムとして使用しているが、サッカーオーストラリア代表がホームスタジアムとして利用することもある。
1987年、マイケル・ジャクソンがバッドワールドツアーの際にこのスタジアムを使用し、11月20、21日の両日で90,000人の観客を集めた。また、1993年3月22、23日にはポール・マッカートニーがニュー・ワールド・ツアーオーストラリア公演で使用した。

## 動員数
- 最多動員数：親善試合ラグビーリーグオーストラリア代表対フランス代表 (1994年、27,918人)
- クラブ最多動員：パラマタ・イールズ対サウス・シドニー・ラビッツ (1986年、27,243人)
- 改修後最多動員：パラマタ・イールズ対ウェスツ・タイガース (2006年、21,141人)

## 歴史

### カンバーランド・オーヴァル時代 (1847-1981年)
19世紀半ばから1980年代までは、パラマタ周辺においてパラマタ・スタジアムはあくまで予備のスタジアムという位置づけであり、カンバーランド・オーヴァルがメインの会場として利用され競馬やクリケット、ラグビー、陸上競技、モータースポーツといったスポーツの試合を開催していた。1847年にスタジアムが開場した後、1850年には最初のスタンドが完成。1936年までに全てのスタンドが完成した。カンバーランド・オーヴァルのポストとフェンスはセントラル・カンバーランド・クリケットクラブの選手たちによって建設された。

#### クリケット
1862年に創設されたセントラル・カンバーランド・クリケットクラブは1863年よりカンバーランド・オーヴァルを使用し始め、1880-1890年代にかけてイングランドのクリケットチームと試合を行った。現在はパラマタのクリケットクラブであるシドニー・グレード・クリケットはパラマタ・スタジアムすぐ側に建設されたオールドキングス・オーヴァルで試合を行っている。

#### ラグビー
1879年から1936年にかけて、ラグビーのクラブであるパラマタ (現在のパラマタ・トゥー・ブルース)がホームスタジアムとして使用していた。現在はグランヴィル・ラグビーパークを使用している。

### カンバーランド時代のラグビーリーグ
1909年よりパラマタ・ローナやエンデバーといった地元のラグビーリーグのクラブがカンバーランド・オーヴァルでプレーした。パラマタ・ラグビーリーグ・クラブ(後のパラマタ・イールズ)は1947年にニューサウスウェールズラグビーリーグ(NSWRL)・プレミアシップに加盟し、カンバーランド・オーヴァルをホームスタジアムとして戦った。
最初の試合はニュータウン(現在のニュータウン・ジェッツ) を相手に1947年4月12日に開催され、観客6,000人を集めた。カンバーランド・オーヴァルは1981年までパラマタ・イールズのホームスタジアムとして使用され、ニューサウスウェールズラグビーリーグ(NSWRL)・プレミアシップにおけるメンリー・ワーリンガー・シーイーグルス戦で勝利した試合がカンバーランド・オーヴァルで開催される最後の試合となった。
カンバーランド・オーヴァルにおけるラグビーリーグ最多動員試合は1971年4月26日のパラマタ・イールズ対サウス・シドニー・ラビッツで動員数は22,470人だった。

### カンバーランド・オーヴァル焼失
1981年のニューサウスウェールズラグビーリーグ(NSWRL)・プレミアシップのグランド・ファイナルでパラマタ・イールズはニュータウン・ジェッツを破って優勝した。これに狂喜したイールズのファンは優勝を祝うためにグラウンドに乱入し、興奮のあまりオーヴァルを燃やしてしまった。(その後すぐに破壊された)

### 再建築及び開場
1983年、ニューサウスウェールズ州政府の手で新たなスタジアムがカンバーランド・オーヴァルの跡地に建設されることになり、スタジアムのデザインや内装など様々な点について検討された。1984年11月、建設会社Civil & Civicが提出した計画書が採用され、スタジアムの建設が決定した。1985年11月、スタジアムが完成し芝が整備された。
1986年3月5日、イギリス女王エリザベス2世により開場が宣言され、3月16日に杮落としとなる最初のニューサウスウェールズラグビーリーグ(NSWRL)・プレミアシップの試合が行われた。(パラマタ・イールズ対セント・ジョージ・ドラゴンズ、パラマタ・イールズが36-6で勝利)

### 他のラグビーリーグにおける使用
1989、1990年のシーズン前に行われたラグビーリーグトーナメントでも使用されている。1994年にはラグビーリーグフランス代表との親善試合が開催された。
短期間ではあるが、シドニー・タイガース(後のバーメイン・タイガース)のホームスタジアムとしても使用された。
2008年にはラグビーリーグ・ワールドカップの会場として、2010年にはフォーネイションズの会場として利用された。

### 改修 (2002-2003年)
2002年12月、安全面への配慮から観客席の一部を芝生に作り変える作業が行われた。これにより収容人数は従来の27,000人から21,487人に減少した。

### 増築計画
全面座席へ改修後の2007年5月、拡張計画が提起された。当時のスタジアム所有者「パラマタ・スタジアム・トラスト」は、新たに2,700人収容の南側スタンドの増築及びロッカールームやジムの改修を計画。しかし、実行に移されることはなく建造は行われずに終わった。
2010年、本スタジアムの将来的な発展に向けた「マスター・プラン」策定を目指す委員会が設置された。この計画が完遂された場合には座席数が31,300に達し、選手やスポンサー、メディア、サポーターが利用するスタジアム施設の大規模な再開発となる。
2013年7月2日、国や州及びパラマタの各行政によりスタジアムの拡張が発表された。既存の基金800万豪ドルは新基金と統合され計2000万豪ドルとなった。この事業によって収容人数が24,700人へ増加することが見込まれている。ウェスタン・シドニー・ワンダラーズFCとそのウルトラスは、2015年に行われる改築の一環として北スタンドにセーフ・スタンディングのためのドイツ式のレール・シーティングを設置する運動を始めた。2013年には7席分が試験導入される。同国内における他のスポーツに先駆けたこの設備は、企画段階より一歩前進した。

### 命名権制度の導入
2013年10月9日に本スタジアム史上初めてネーミングライツを採用することが発表された。地元の水理学企業であるパーテックが権利を取得。「パーテック・スタジアム」に改称された。

### 新スタジアム構想と解体
2014年6月にニューサウスウェールズ州政府は市規模のスタジアム戦略を表明。これは郊外への小規模な投資を中止させ、少数の近代的な新施設に対して大量の資金を注入するためのものであった。この戦略は本スタジアムが改築によって一体的なホスピタリティや選手向けの施設、飲食店、バスルーム、練習場、ジムがメインスタンドに完備されたことで進展した。これらは2015年中頃に竣工したが、グラウンド両端への座席の増設はパラマタの新スタジアム戦略の決定を受けて中止となった。
2015年9月、ニューサウスウェールズ州政府は30,000人収容の新スタジアム「ウェスタン・シドニー・スタジアムを同地へ建設すると発表した。2017年に起工し2019年に完成する予定である。
2017年3月、解体作業が開始された。

## 他のスポーツにおける使用

### 野球
シドニー・ブルース(後にシドニー・ストームと改称)がホームスタジアムとして使用していた。シドニー・ブルースは1992年にオーストラリアン・ベースボールリーグに加入し、オーストラリアン・ベースボールリーグが消滅する1999年までパラマタ・スタジアムを拠点として戦った。

### サッカー
ナショナルサッカーリーグ (NSL) に所属していたパラマタ・パワー（パラマタ・イールズが運用）は1999年から2004年までこのスタジアムをホームスタジアムとして使用していた。2004年にAリーグ創設及びNSL廃止が告知されると2003-04シーズン限りでクラブは解散し、パース・グローリーFCを相手にNSLグランド・ファイナルを戦ったのが最後の試合となった。NSLグランド・ファイナルでは、1986、1988、1989、1990、1993、2001、2004年と7回決勝戦の舞台となっている。
その他、2007年4月にはシドニーFCがAFCチャンピオンズリーグ2007グループリーグのペルシク・ケディリ戦でこのスタジアムを使用している（3-0で勝利）。2010年2月にはAリーグのシドニーFC対パース・グローリー戦が行われている（シドニーFCが3-2で勝利）。また、Aリーグ参入を検討していたシドニー・ローヴァーズFCのホームスタジアムとして使用される予定だったが、同クラブは2010年に活動休止した。
その後、2012年に創設されたウェスタン・シドニー・ワンダラーズFCが本スタジアムを本拠地として用いることが発表された。3度目のシドニー・ダービーとなった2013年3月23日開催のシドニーFCとの一戦では、19,585人の観客を動員しAリーグの入場者数記録を更新した。
また、AFCアジアカップ2015の会場の候補の一つに挙がっていたが、本大会では使用されないことが決定した。

### ラグビー
1997年9月18日、ラグビーワールドカップ1999の予選2試合、ラグビーサモア代表対ラグビートンガ代表とラグビーオーストラリア代表対ラグビーフィジー代表の試合がこのスタジアムで開催された。 2002年にはラグビーオーストラリア代表対ラグビーカナダ代表の試合が開催された。2007年には、現在は廃止されたオーストラリアラグビー選手権に参加していたウエスタン・シドニー・ラムズのホームスタジアムとして使用された。

## ギャラリー

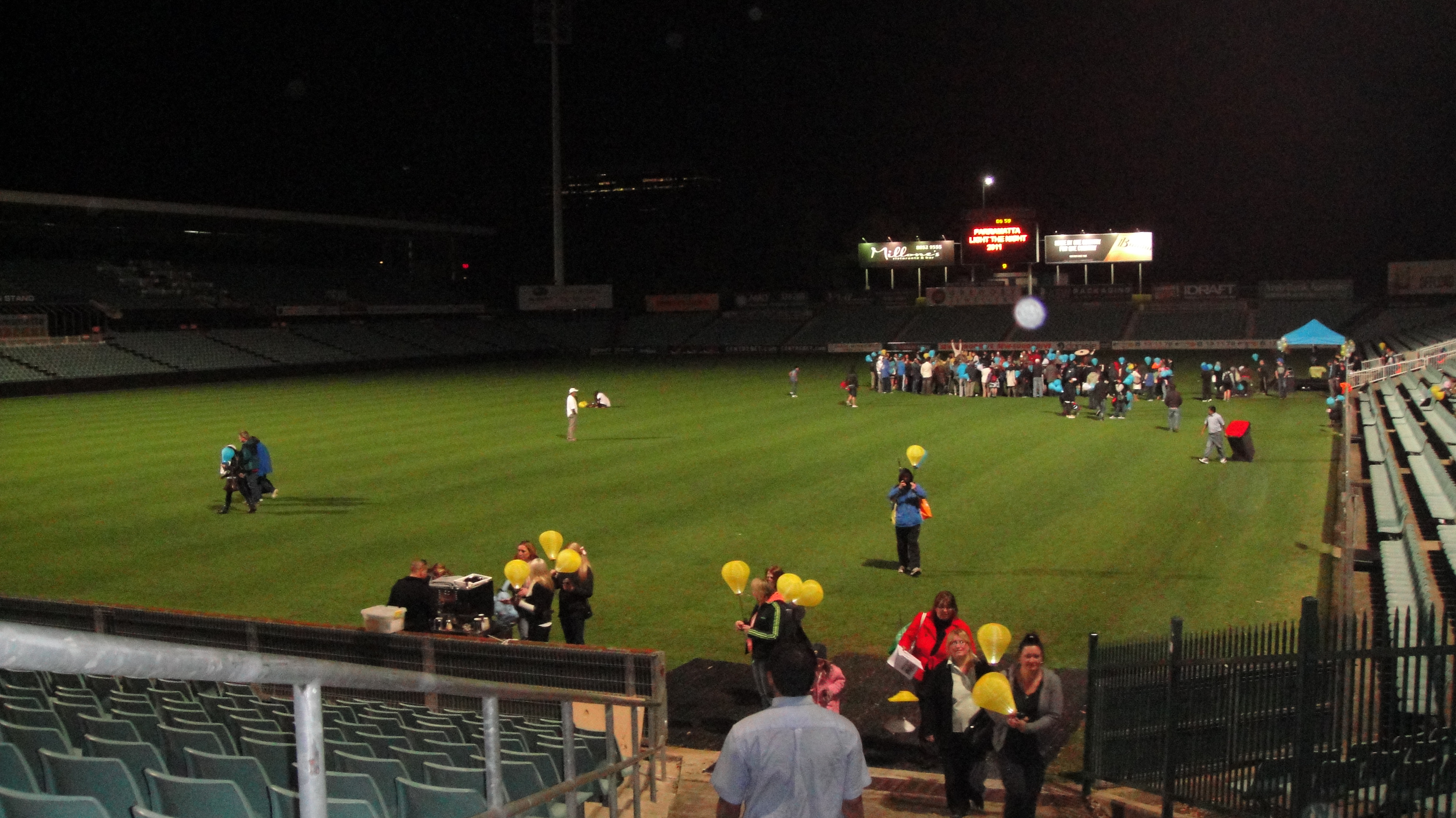
夜のスタジアムの様子
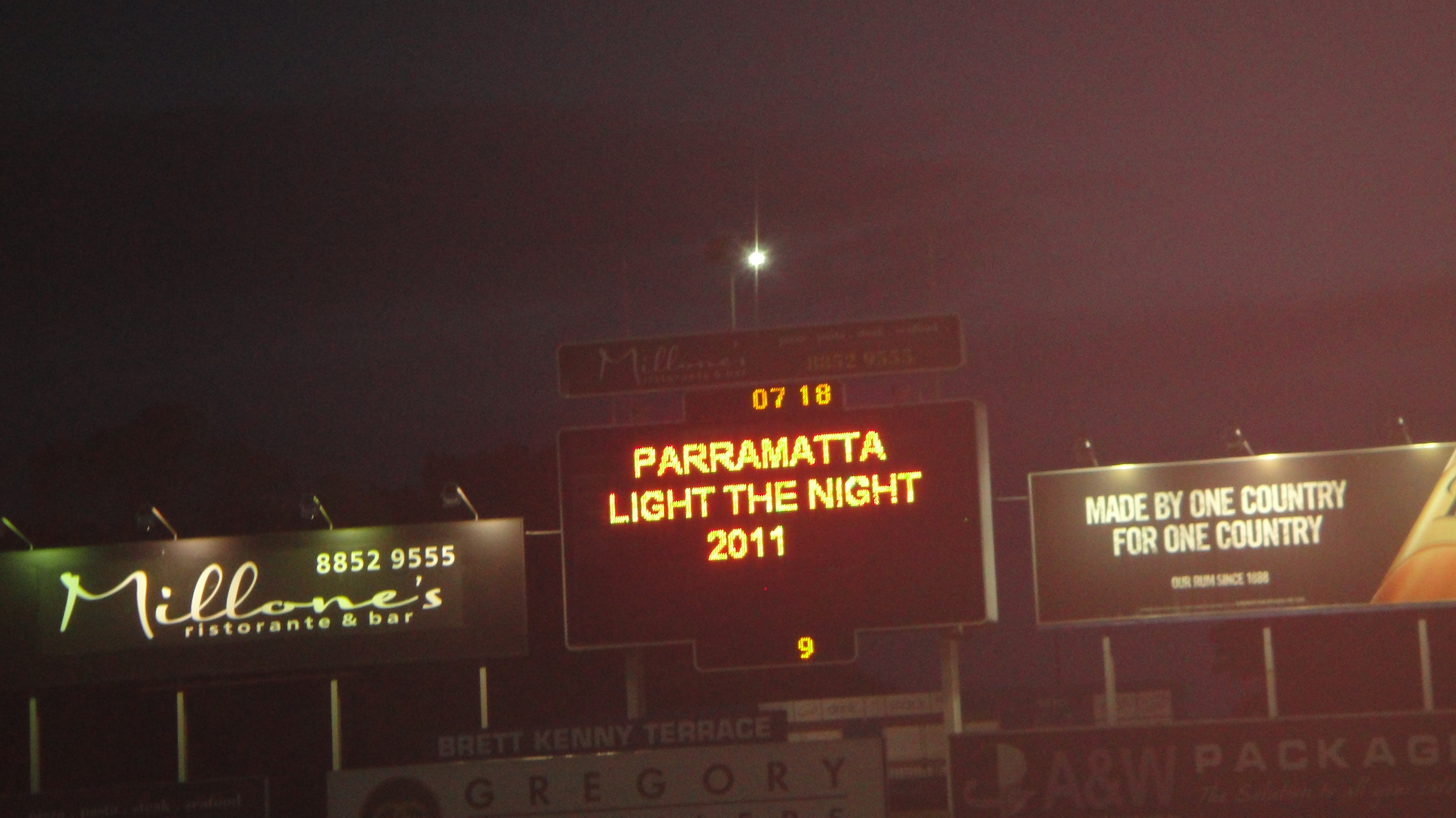
電光掲示板
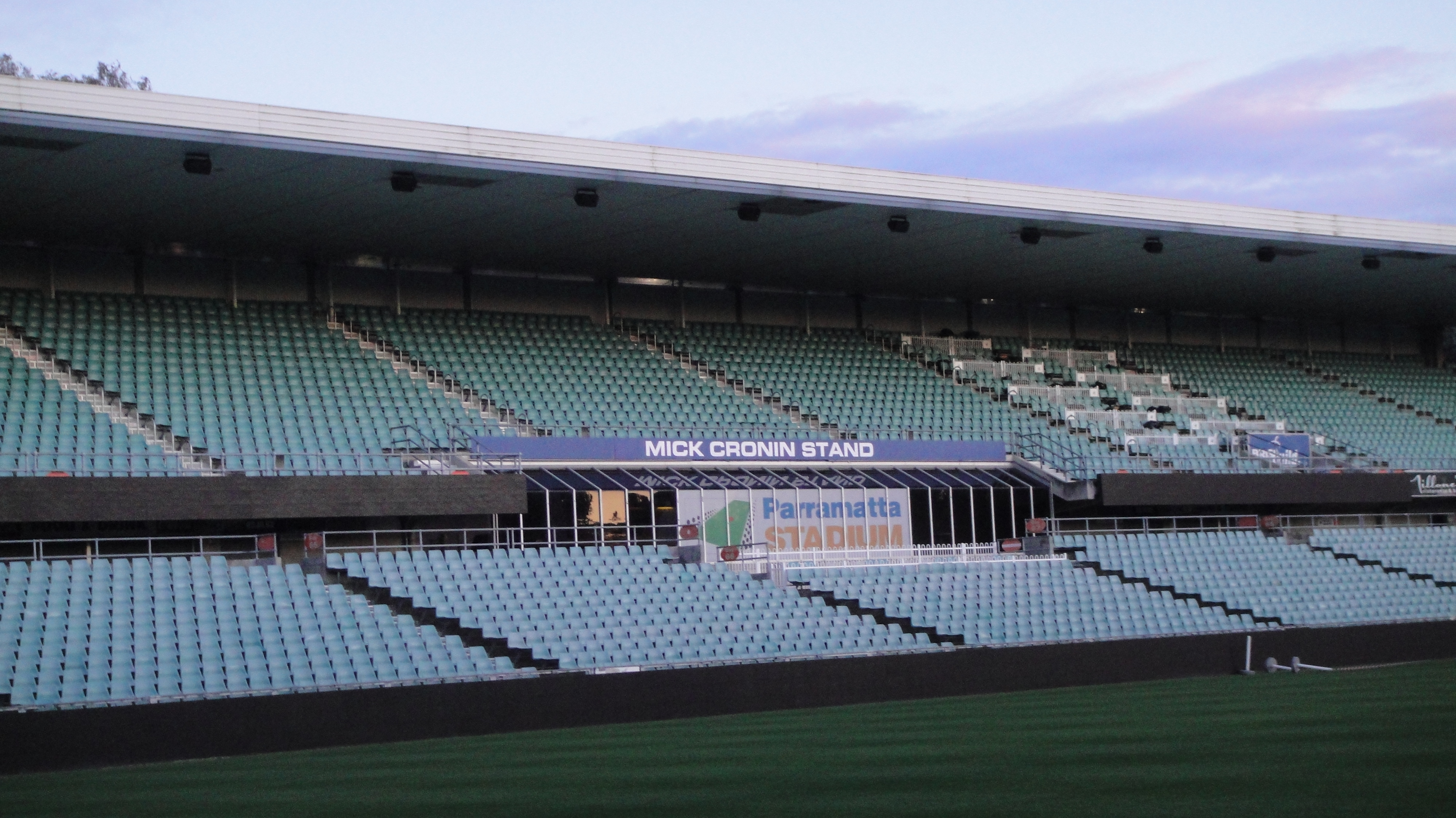
サイドスタンドの様子
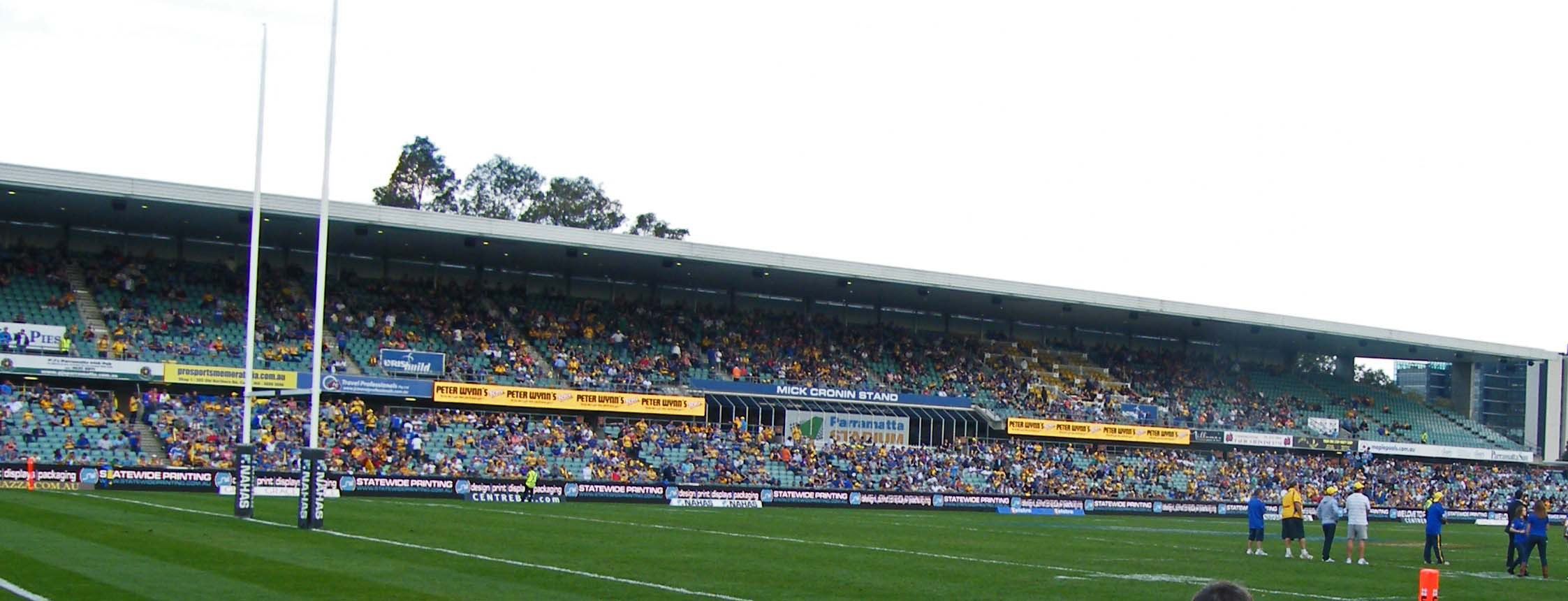
ラグビーリーグの試合の様子